# Appennino cesenate
L'Appennino cesenate è una porzione orientale dell'Appennino tosco-romagnolo. Confina a sud-est con l'Appennino riminese, a ovest con l'Appennino forlivese e a sud con la Toscana.
Vi si estende una parte del Parco nazionale delle Foreste Casentinesi, Monte Falterona e Campigna, all'interno del quale (presso Bagno di Romagna) è presente la Riserva Naturale Integrale di Sasso Fratino, la prima istituita in Italia e una delle più pregiate d'Europa.

## Geografia
Geografia fisica
Comprende le vallate del fiume Savio, del Bidente di Pietrapazza, del Bidente di Ridracoli, del Rubicone e dell'Uso.
La montagna più alta è Poggio Scali, sul confine occidentale del comune di Bagno di Romagna, che tocca i 1.520 m s.l.m.
Sul Monte Fumaiolo (1407 m s.l.m.), nelle vicinanze della vetta, si trova la sorgente del Tevere. 
Poco distante, nei pressi del paese di Alfero, si trova la Cascata dell'Alferello, una cascata naturale alta circa 32 metri.
Geografia politica
Vi si trovano i comuni di Bagno di Romagna, Borghi, Mercato Saraceno, Roncofreddo, Sarsina, Sogliano al Rubicone e Verghereto.
Presso Bagno di Romagna si trova la diga di Ridracoli, che sbarra il fiume Bidente e il Rio Celluzze formando un lago artificiale la cui acqua viene potabilizzata e distribuita a circa un milione di persone.

## Cime principali
- Poggio Scali (1520 m)
- Monte Fumaiolo (1407 m)
- Monte Comero (1372 m)
- Monticino (1348 m)
- Monte Aquilone (1346 m)
- Cima del Termine (1275 m)
- Poggio della Lombardona (1265 m)
- Ripa della Moia (1249 m)
- Monte Castelvecchio (1228 m)
- Poggio le Corsicchie (1216 m)
- Monte Carpano (1131 m)
- Monte Castelluccio (1115 m)